# 克塔依
克塔依（意为“中国”，2000年以前称“共青村”），是吉尔吉斯斯坦伊塞克湖州杰季-奥古兹区下辖的一个村。根据 2009年的人口普查，该村有557人。